# المجلس الأعلى لوحدة أزواد

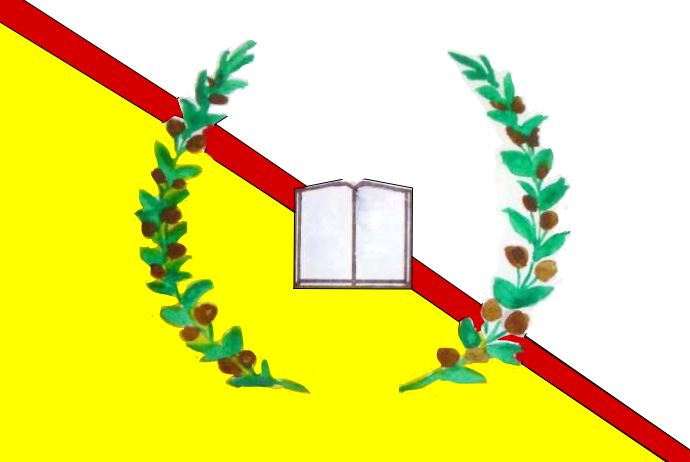
شعار المجلس

المجلس الأعلى لوحدة أزواد (بالفرنسية: Haut Conseil pour l'unité de l'Azawad)‏ هي حركة متمردة تنشط في شمال مالي أو ما يسمونه اقليم أزواد أسسها الزعيم التقليدي للايفوغاس الطاهر أغ أنتالا في مايو 2013 وأغلب أعضاءها منشقون عن حركة أنصار الدين.

## الاديولوجيا
يتبنى المجلس القومية الطوارقية والأزوادية وينادي بإسلام معتدل ويطالب بتقرير مصير شعب أزواد للاستقلال عن مالي.